# Болтијере
Болтијере (итал. Boltiere) је насеље у Италији у округу Бергамо, региону Ломбардија.
Према процени из 2011. у насељу је живело 5568 становника. Насеље се налази на надморској висини од 172 м.

## Становништво
| 1931. | 1936. | 1951. | 1961. | 1971. | 1981. | 1991. | 2001. | 2011. |
| ----- | ----- | ----- | ----- | ----- | ----- | ----- | ----- | ----- |
| 2.080 | 1.964 | 2.191 | 2.378 | 2.701 | 2.927 | 3.383 | 4.181 | 5.814 |